# ذخیره‌گاه ابی سانگی بوله
ذخیره‌گاه ابی سانگی بوله (به لاتین: Sungei Buloh Wetland Reserve) یک ذخیره‌گاه طبیعی در سنگاپور است که در Lim Chu Kang واقع شده‌است.